# Keskküla (Lääne-Nigula)
Koordinaten: 58° 44′ N, 24° 1′ O
Keskküla (deutsch Kesküll) ist ein Dorf (estnisch küla) in der Landgemeinde Lääne-Nigula (bis 2017: Landgemeinde Martna) im Kreis Lääne in Estland.

## Einwohnerschaft und Lage
Der Ort hat dreizehn Einwohner (Stand 31. Dezember 2011). Er liegt am Fluss Kasari (Kasari jõgi).
Zum Gemeindegebiet gehört auch das Moor von Keskküla (Keskküla raba).